# Думбадзе, Николай Антонович
Николай Антонович Думбадзе (10 [22] июля 1854 — 9 марта 1927, Париж) — русский офицер, генерал-лейтенант (1912). Участник русско-турецкой войны 1877—1878 годов. Участник подавления Севастопольского восстания 1905 года. Один из четырёх братье-генералов Думбадзе.

## Биография
Родился 10 июля 1854 года. Православный. Мать Думбадзе происходила из грузинского княжеского рода Накашидзе, жившего в Кутаисской губернии. Отсутствие у детей дворянского титула, наследуемого по мужской линии, косвенно указывает, что отец, Антон Думбадзе, происходил из простой семьи; других сведений о его происхождении нет. Брат Иван (1851—1916) впоследствии генерал-майор Свиты, ялтинский градоначальник, монархист, черносотенец. Иосиф (1865 — ?) — генерал-майор. Самсон (1866 — ?) — генерал-майор.
Окончил Кутаисскую гимназию. Окончил Тифлисское военное училище
.
Участник русско-турецкой войны 1877—1878 годов. Капитан за отличие (1883). Подполковник (1.01.1891). Полковник за отличие (1902). Командир Брестского 49-го пехотного полка расквартированного в Севастополе (20.05.1904—3.02.1907). Полк участвовал в событиях Севастопольского восстания в ходе русской революции 1905—1907 годов. Как и его брат Иван, Ялтинский градоначальник, был приговорён эсерами за подавление восстания, удачно пережил два покушения. 25 сентября 1906 года неизвестные злоумышленники бросили бомбу в поднимавшегося на пролетке к казармам Брестского полка генерала Думбадзе. Генерал был легко ранен, а сопровождавшие его солдаты и кучер получили тяжелые увечья. Николай Литвиченко (1889–1908), рабочий Севастопольского порта. К был казнен за покушение на генерала Думбадзе. В чине генерал-майора (16.08.1906). Командовал 1-й бригадой 3-й гренадёрской дивизии (3.02.1907 — 06.01.1911) и 1-й бригадой 31-й пехотной дивизии (6.01.1911-31.03.1912). Генерал-лейтенант (31.03.1912) «с увольнением, за болезнью, от службы, с мундиром и пенсией».
В эмиграции. Умер в Париже 9 марта 1927 года. Похоронен на Новом кладбище в Булони.

## Награды
- Орден Святого Станислава 3-й степени с мечами и бантом (1878),
- Орден Святого Станислава 2-й степени (1887)
- Орден Святой Анны 2-й степени (1887)
- Орден Святого Владимира 3-й степени (1906)
- Орден Святого Станислава 1-й степени (1908)[2].